# 大理石十字架

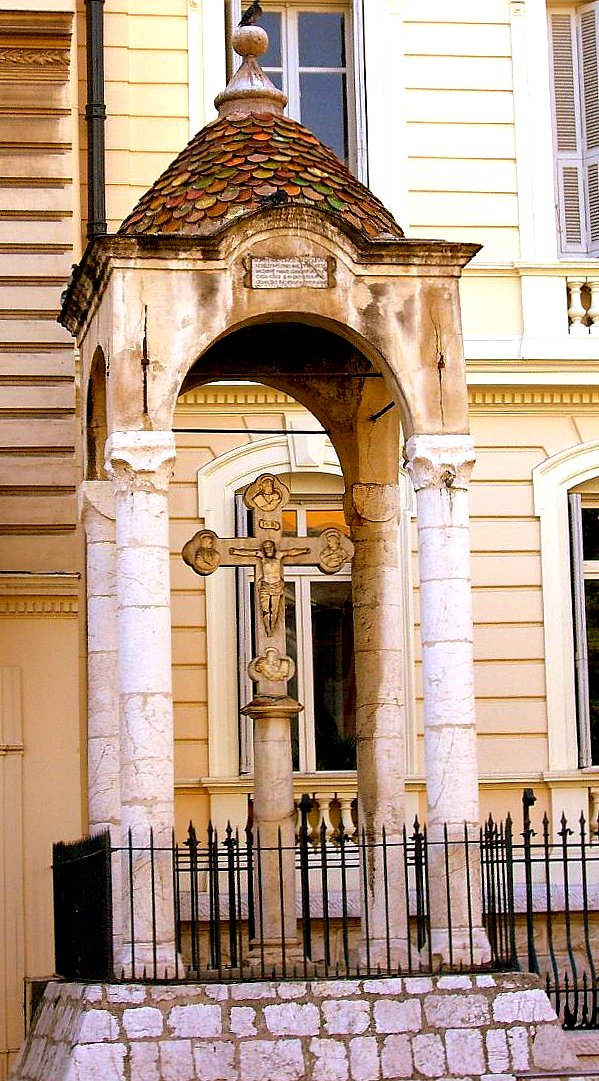

大理石十字架（Croix de Marbre）位于法国尼斯同名的广场上。

## 历史
大理石十字架立于1568年 为了纪念1538年查理五世、弗朗索瓦一世和教宗保禄三世共同参加的尼斯和会。
几个世纪以来，十字架曾多次被毁。1668年的风暴将它连同底座推倒在地而破损。
大理石十字架于1906年8月13日列为法国历史古迹。